# Liste der Straßen und Plätze in Hohenbocka

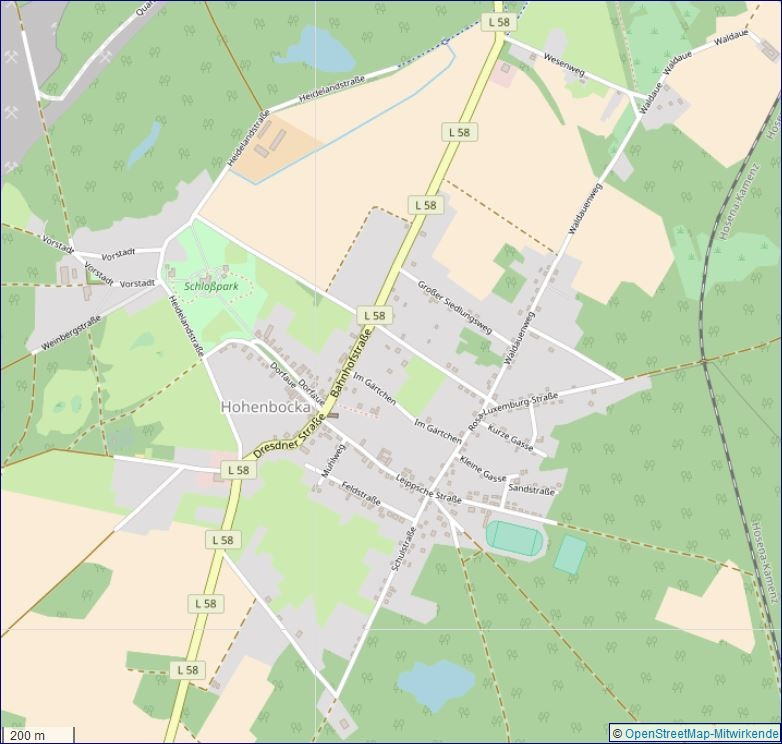
Übersichtskarte von Hohenbocka

Die Liste der Straßen und Plätze in Hohenbocka ist eine Übersicht der gegenwärtig vorhandenen benannten Straßen und Plätze. Sie ist Teil der Liste der Straßen und Plätze im Amt Ruhland. Amtlich benannte Brücken sind und waren bisher nicht vorhanden.

## Überblick
Hohenbocka ist ein Dorf mit 958 Einwohnern (Stand: 2015). Die Gemarkungsfläche beträgt 15,6 km². Dazu gehört der Wohnplatz Vorstadt mit dem unter Denkmalschutz stehenden Schloss und dem Schlosspark.
Hohenbocka ist dem Postleitzahlenbereich 01945 zugeordnet.
Die Liste umfasst xy Straßen und Wege sowie die Dorfaue. Elf Straßen sind nach anliegenden Objekten bzw. örtlichen Zielen benannt, sieben Straßen nach Umgebungsmerkmalen bzw. landschaftlichen Gegebenheiten, vier Straßen sind nach benachbarten oder entfernteren Zielorten, eine Straße nach Personen.

## Übersicht der Straßen und Plätze
- Name/Lage: aktuelle Bezeichnung der Straße oder des Platzes. Über den Link Lage kann die Straße oder der Platz auf verschiedenen Kartendiensten angezeigt werden. Die Geoposition gibt die Lage der ungefähren Mitte der Straßenlänge an. Der Zusatz ‚im Ortsteil‘ gibt den Ortsteil an.
- Im amtlichen Straßenverzeichnis nicht aufgeführte Verkehrswege sind mit * gekennzeichnet.
- Ehemalige oder nicht mehr gültige Straßennamen sind in der Namensspalte kursiv gesetzt. Alle beschriebenen Objekte sind in der Beschreibung kursiv gesetzt. Für bedeutende ehemalige Straßen oder historische Straßennamen ist eine gesonderte Namensliste vorhanden.
- Länge/Maße in Metern:
Die in der Übersicht enthaltenen Längenangaben sind  gerundete Übersichtswerte, die in Google Earth mit dem dortigen Maßstab, in der Regel ohne Berücksichtigung seitliche Abzweigungen, ermittelt wurden. Sie dienen Vergleichszwecken und werden, sofern amtliche Werte bekannt sind, ausgetauscht und gesondert gekennzeichnet.
 Bei Plätzen sind die Maße in der Form a × b für rechteckige Anlagen und für (ungefähr) dreieckige Anlagen als a × b × c mit a als längster Seite angegeben.
 Sofern die Straße auch in benachbarte Ortsteile weiterführt, gibt ein Zusatz ‚im Ortsteil‘ an, wie lang der Straßenabschnitt innerhalb des Ortsteils dieses Artikels ist.
- Namensherkunft: Ursprung oder Bezug des Namens.
- Anmerkungen: weitere Informationen über anliegende Baudenkmale oder Institutionen, die Geschichte der Straße und historische Bezeichnungen.
- Bild: Foto der Straße, des Platzes, Weges usw. oder eines anliegenden Objektes.

{| class="wikitable sortable toptextcells zebra" width="100%"
|-
! Name/Lage
! Länge/
 Maße
(in Metern)
! Namensherkunft
! Datum der 
Benennung
! Anmerkungen
! Bild

|- id="Am Hastweg"

|id="A"| Am Hastweg*
(Lage)
 Außerortsstraße
| 0140
| alte Ortsverbindungsstraße zur Peickwitzer „Hostenmühle“
|style="text-align:right" data-sort-value="68821232"|
| zweigt von Vorstadt nach Norden ab, innerorts postalisch zu Vorstadt (nicht in der Längenangabe), führt später als Hastweg weiter zur „Hostenmühle“ (Wohnplatz zu Peickwitz, jetzt Ortsteil von Senftenberg)
| 
|- id="Bahnhofsfußweg"

|id="B"| Bahnhofsfußweg
(Lage)
| 0260
| wörtlich
|style="text-align:right" data-sort-value="68821232"|
| von der L 58 (verlängerte Bahnhofstraße) nach Nordnordost; weiter als Waldweg nach Nordnordost und dann nach Norden nach Hosena, Friedensstraße
- Baudenkmal Dorfkirche am Ende der Dorfaue, Bahnhofstraße Ecke Leippsche Straße

|
|- id="Bahnhofstraße"

| Bahnhofstraße
(Lage)
| 01200
| wörtlich
|style="text-align:right" data-sort-value="68821232"|
| verlängert Dresdener Straße nach Nordnordost; berührt Leippsche Straße, Dorfaue (2 ×), Im Gärtchen, Gärtnereiweg / Gartenstraße, Großer Siedlungsweg, Wesenweg, und Bahnhofsfußweg, weiter nach Norden nach Hosena, Bahnhofstraße; Teil der L 58
- Baudenkmal Dorfkirche am Ende der Dorfaue, Bahnhofstraße Ecke Leippsche Straße

|
|- id="Dorfaue (Platz)"

|id="D"| Dorfaue
(Lage)
| 0270 × 25
| wörtlich
|style="text-align:right" data-sort-value="68821232"|
| zwei Abzweige der gleichnamigen Straße Dorfaue von der Bahnhofstraße nach Nordwesten umrahmen den zwischen Kirche und (mit Abstand zum) Schloss gelegenen Platz
| 
|- id="Dorfaue (Straße)"

| Dorfaue
(Lage)
| 0142
| wörtlich
|style="text-align:right" data-sort-value="68821232"|
| zwei Abzweige von der Bahnhofstraße nach Nordwesten umrahmen den gleichnamigen Platz und führen dann gemeinsam nach Westsüdwest zur Heidelandstraße, von dort führt eine Verlängerung als Waldweg weiter zur Guteborner Straße beim Friedhof; der nordöstliche der beiden erst parallel verlaufenden Stränge läuft direkt auf den Haupteingang des Schlosses zu (nicht in der Längenangabe) und erschließt dieses fußläufig, obwohl das Schloss postalisch zu Vorstadt gehört
| 
|- id="Dresdener Straße"

| Dresdener Straße
(Lage)
| 0880
 + 340
| wörtlich
|style="text-align:right" data-sort-value="68821232"|
| verlängert Bahnhofstraße nach Südsüdwest; berührt Leippsche Straße, Heidelandstraße, Guteborner Straße und Wiesenweg, weiter nach Grünewald, Hohenbocker Straße; Teil der L 58; postalisch dazu gehört ein vom Wiesenweg südlich abzweigendes Wegstück, das mit einem Knick nach Westen in die Dresdener Straße mündet
|
|- id="Feldstraße"

|id="F"| Feldstraße
(Lage)
| 0142
| wörtlich
|style="text-align:right" data-sort-value="68821232"|
| zweigt von der Schulstraße nach Westnordwest ab, kreuzt den Mühlweg
|
|- id="Gartenstraße"

|id="G"| Gartenstraße
(Lage)
| 0415
| wörtlich
|style="text-align:right" data-sort-value="68821232"|
| von der Bahnhofstraße (in Verlängerung vom Gärtnereiweg) nach Südosten, berührt und erschließt die Kleine Gartenstraße und führt über den Waldauenweg zur Rosa-Luxemburg-Straße
|
|- id="Gärtnereiweg"

| Gärtnereiweg
(Lage)
| 0575
| wörtlich
|style="text-align:right" data-sort-value="68821232"|
| von der Bahnhofstraße (in Verlängerung vom Gartenstraße) nach Nordwesten zur Heidelandstraße
|
|- id="Großer Siedlungsweg"

| Großer Siedlungsweg
(Lage)
| 0385
| wörtlich
|style="text-align:right" data-sort-value="68821232"|
| von der Bahnhofstraße nach Südosten zum Waldauenweg
|
|- id="Grubenweg"

| Grubenweg
(Lage)
| 0215
| zu einer jetzt wassergefüllten ehemaligen Grube
|style="text-align:right" data-sort-value="68821232"|
| zweigt von Leippsche Straße / Ecke Schulstraße nach Südosten ab, mit einer Gabelung in Süd- und kürzeren Südsüdostzweig; der Südzweig geht als Waldweg weiter zur Grobe.
|
|- id="Guteborner Straße"

| Guteborner Straße
(Lage)
| 0600
| alte Ortsverbindungsstraße nach Guteborn
|style="text-align:right" data-sort-value="68821232"|
| zweigt von der Dresdener Straße / L 58 nach Westen ab, berührt den Hermsdorfer Weg und führt zum Friedhof
|
|- id="Hastweg"

|id="H"| Hastweg*
(Lage)
 Außerortsstraße
| 0(1100)
| alte Ortsverbindungsstraße zur Peickwitzer „Hostenmühle“
|style="text-align:right" data-sort-value="68821232"|
| zweigt von Vorstadt nach Norden ab, innerorts postalisch zu Vorstadt, dann Am Hastweg (bis hier nicht in der Längenangabe), führt später als Hastweg weiter zur „Hostenmühle“ (Wohnplatz zu Peickwitz, jetzt Ortsteil von Senftenberg)
|
|- id="Heidelandstraße"

| Heidelandstraße
(Lage)
 teilw. Außerortsstraße
| 0735
 + 340
| wörtlich (die Straße umgeht größere Siedlungsteile)
|style="text-align:right" data-sort-value="68821232"|
| zweigt nahe Guteborner Straße von der Dresdener Straße ab und führt nordwärts (mit Einmündung von dort) an der Dorfaue vorbei durch die Vorstadt zum nördlichen Ortsausgang
| 
|- id="Hermsdorfer Weg"

| Hermsdorfer Weg
(Lage)
| 0255
| alte Ortsverbindungsstraße nach Hermsdorf
|style="text-align:right" data-sort-value="68821232"|
| zweigt von der Guteborner Straße nach Südwesten ab
|
|- id="Im Gärtchen"

|id="I"| Im Gärtchen
(Lage)
| 0370
| wörtlich
|style="text-align:right" data-sort-value="68821232"|
| von der Bahnhofstraße nach Südosten zur Rosa-Luxemburg-Straße
|
|- id="Kleine Gartenstraße"

|id="K"| Kleine Gartenstraße
(Lage)
| 0115
| wörtlich
|style="text-align:right" data-sort-value="68821232"|
| von der Gartenstraße nach Nordosten
|
|- id="Kleine Gasse"

| Kleine Gasse
(Lage)
| 0208
| wörtlich
|style="text-align:right" data-sort-value="68821232"|
| von der Rosa-Luxemburg-Straße nach Ostsüdost mit Knick nach Osten, berührt die Sandstraße
|
|- id="Kleiner Siedlungsweg"

| Kleiner Siedlungsweg
(Lage)
| 0305
| wörtlich
|style="text-align:right" data-sort-value="68821232"|
| von der Waldauenweg nach Südosten zur Rosa-Luxemburg-Straße
|
|- id="Kurze Gasse"

| Kurze Gasse
(Lage)
| 0338
| wörtlich
|style="text-align:right" data-sort-value="68821232"|
| von der Rosa-Luxemburg-Straße nach Ostsüdost, mit Abzweig im Bogen nach Norden zur Rosa-Luxemburg-Straße
|
|- id="Leippsche Straße"

|id="L"| Leippsche Straße
(Lage)
| 0720
| wörtlich
|style="text-align:right" data-sort-value="68821232"|
| von der Bahnhofstraße nach Südosten; berührt Mühlweg, Schulstraße / Grubenweg / „Rosa-Luxemburg-Straße“ und dann nach Ostsüdost zu den Sandweg, nach dem Sportplatz weiter als Waldweg nach Ostsüdost
- Baudenkmal Dorfkirche am Ende der Dorfaue, Bahnhofstraße Ecke Leippsche Straße

|
|- id="Mühlweg"

|id="M"| Mühlweg
(Lage)
| 0142
|
|style="text-align:right" data-sort-value="68821232"|
| zweigt von Leippsche Straße nach Südsüdwest ab, kreuzt die Feldstraße
|
|- id="Rosa-Luxemburg-Straße"

|id="R"| Rosa-Luxemburg-Straße
(Lage)
| 0730
| nach Rosa Luxemburg (1871–1919), Wortführerin der Linken in der SPD und Mitbegründerin der KPD
|style="text-align:right" data-sort-value="68821232"|
| von Leippsche Straße als Verlängerung der Schulstraße nach Nordost, berührt KLeine Gasse, Im Gärtchen, Kurze Gasse, Waldauenweg, mit Knick nach Ostnordost, berührt Kurze Gasse, (Abzweig nach Ostsüdost), Kleiner Siedlungsweg, weiter nach Ostnordost als Waldweg
|
|- id="Sandstraße"

|id="S"| Sandstraße
(Lage)
| 0225
| wörtlich
|style="text-align:right" data-sort-value="68821232"|
| von Leippsche Straße nach Norden zu Kleine Gasse, mit Abzweig nach Osten
|
|- id="Schulstraße"

| Schulstraße
(Lage)
| 0780
| nach der Schule
|style="text-align:right" data-sort-value="68821232"|
| von Leippsche Straße nach Südsüdwest, berührt die Feldstraße und kreuzt den Wiesenweg; die Länge beinhaltet einen Abzweig nach Westnordwest
|
|- id="Vorstadt"

|id="V"| Vorstadt
(Lage)
 in Vorstadt
| 0750
 + 85
| wörtlich
|style="text-align:right" data-sort-value="68821232"|
| zwei Abzweige nach Westen von der Heidelandstraße verlaufen laufen dann zusammen nach Nordwesten; Längenangabe mit 2 nördlichen Abzweigen, die das Schloss von Westen und Norden erschließenden Wege sind nicht einbezogen; 2. Längenangabe westlicher Abzweig zur Pferdepension; nördlicher Abzweig geht über in Am Hastweg, führt später als Hastweg weiter zur „Hostenmühle“ (Wohnplatz zu Peickwitz, jetzt Ortsteil von Senftenberg)
- denkmalgeschützt: Vorstadt 1: Schloss mit Wirtschaftsgebäude, Pferdestall und Verwaltungshaus („Gärtnerei“); obwohl das Schloss eine Anbindung zur Dorfaue hat (Haupteingang), gehört es postalisch zu Vorstadt

|
|- id="Waldaue"

|id="W"| Waldaue
(Lage)
| 0450
| wörtlich
|style="text-align:right" data-sort-value="68821232"|
| Verlängerung von Waldauenweg nach Nordost, berührt den Wesenweg
|
|- id="Waldauenweg"

| Waldauenweg
(Lage)
| 0910
| wörtlich
|style="text-align:right" data-sort-value="68821232"|
| von der Rosa-Luxemburg-Straße nach Nordost, berührt Großer Siedlungsweg, Kleiner Siedlungsweg, Wesenweg und verläuft dann weiter als Waldaue
|
|- id="Wesenweg"

| Wesenweg
(Lage)
| 0450
| wörtlich
|style="text-align:right" data-sort-value="68821232"|
| von der L 58 nach Ostsüdost zu Waldaue / Waldauenweg
|
|- id="Weinbergstraße"

| Weinbergstraße
(Lage)
| 0400
| nach dem Weinberg
|style="text-align:right" data-sort-value="68821232"|
| von der Heidelandstraße nach Westsüdwest
| 
|- id="Wiesenweg"

| Wiesenweg
(Lage)
| 0570
| wörtlich
|style="text-align:right" data-sort-value="68821232"|
| von der Dresdener Straße nach Südsüdost, kreuzt die Schulstraße
|

|}